# Nordlysprisen
Nordlysprisen är en norsk utmärkelse som sedan 1989 delas ut årligen av tidningen Nordlys under Nordlysfestivalen i Tromsø. 2008 var priset på 50 000 norska kronor.

## Pristagare
- 1989 – Håkon Stødle
- 1990 – Paul Wåhlberg
- 1991 – Tori Stødle
- 1992 – Tove Karoline Knutsen
- 1993 – Arne Dagsvik
- 1994 – Mari Boine
- 1995 – Bjørn Andor Drage
- 1996 – Bjarte Engeset
- 1997 – Arne Bjørhei
- 1998 – Henning Gravrok
- 1999 – Geir Jensen
- 2000 – Arvid Engegård
- 2001 – Malfred Hanssen
- 2002 – Knut Erik Sundquist
- 2003 – Ingor Ánte Áilo Gaup
- 2004 – Ola Bremnes
- 2005 – Susanne Lundeng
- 2006 – Jan Gunnar Hoff
- 2007 – Anneli Drecker
- 2008 – Ragnar Rasmussen
- 2009 – Marianne Beate Kielland
- 2010 – Bodvar Moe
- 2011 – Marit Sandvik
- 2012 – Inga Juuso
- 2013 – Nils Anders Mortensen
- 2014 – Anne-Lise Sollied Allemano